# Оклопна возила
Оклопно возило представља моторно возило заштићено оклопом и наоружано, намењено за различите борбене намене. Превасходно је намењено за уништавање непријатељске живе силе и борбених средстава, као и за вођење противоклопне борбе, борбе против циљева у ваздушном простору, превоз и борбу пешадије, извиђање, осигурање, командовање и везу. 
Конструкција ходног дела омогућава оклопном возилу кретање по различитом земљишту. Савремена оклопна возила оспособљена су за пловљење на води (амфибија), кретање под водом и дејство у условима употребе нуклеарно-хемијско-биолошких борбених дејстава.
Борбена намена опредељује њихову конструкцију, врсту наоружања и степен оклопљености.
Прва оклопна возила појавила су се почетком XX века.

## Историја
Прва оклопна возила су оклопна кола, која датирају готово од изума аутомобила. Таква возила углавном су се користила као извиђачка возила, а била су покривена оклопом због заштите посаде. Развој оклопних возила се наставио у Првом светском рату, када на Западном фронту први пут био представљен тенк, машина која је била оклопљена јер је била пројектована да може да издржи поготке из тадашњег пешадијског оружја. Упркос почетним проблемима, тенк се показао као успешан пројекат, а са развијем технологије тенк је постао оружје које може да пређе велике раздаљине великом брзином, већом него што је потребно за подршку пешадији и артиљерији. Потреба обезбеђивања јединица које би се бориле уз тенкове је довео до развоја широког спектра оклопних возила које постоје данас. Већина модерних оклопни возила су у погледу дизајна само наочиглед сличне својим претходницима из Другог светског рата, са знатно бољим оружјем, оклопом, моторима и вешањем. Међутим, уз повећање капацитета транспортних авиона који пружају могућност да се оклопна возила преносе ваздухом, многе војске замењују нека или сва своја традиционална тешка возила са лакшим верзијама, које често користе точкове уместо гусеница.

### Оклоп
Нивоа оклопне заштите знатно варира између различитих врста оклопних борбених возила. Главни борбени тенк ће нормално бити пројектован да издржи поготке из других тенковских топова и противтенковских ракета, док ће лака извиђачка возила бити слабо оклопљена. Иако тежи оклоп пружа бољу заштиту, оно га чини мање покретљивим (по јединичној снази мотора), ограничава његов пренос ваздухом, повећава цену, користе више горива и може ограничити места којима тенк може ићи - на пример, многи мостови нису у могућности да поднесу тежину главног борбеног тенка. Тренд је замена челичних оклопа композитним оклопима, који за исту масу пружају бољу заштиту, што омогућава тенку да буде лакши од тенка истог степена заштите од челика или боље заштићеним за исту тежину тенка. Оклоп се надограђује активним системима заштите на бројним возилима, што омогућава оклопним возилима да се заштите од надолазећих пројектила.

### Оружје
Наоружања варира такође знатно варира између различитих врста оклопних борбених возила. Лакша возила за транспорт пешадије, извиђање или посебне задатке могу имати само митраљезе као одбрану (или бити уопште без оружја), док ће самоходна артиљерија носити топове великог калибра, минобацаче или бацаче ракета. То оружје може бити монтирано на ослонац, директно причвршћено за возило или смештено у куполи.

### Гусеничари и точкаши
Оклопна возила се деле на точкаше и гусеничаре.
- Гусеничари су опремљени гусеницама ради повећања покретљивости и маневарских способности ван путева. Могу бити различите намене. У ову поткатегорију спадају:
  - тенкови и оклопни транспортери намењени за борбу против непријатељеве живе силе, оклопних и других борбених средстава;
  - артиљеријско-ракетна оруђа за ватрену подршку и противоклопну борбу;
  - лаки тенкови и командни оклопни транспортери намењени за извиђање, осигурање и командовање;
  - артиљеријско-ракетна оруђа и системи противваздушне одбране намењени за борбу против циљева у ваздушном простору;
  - оклопни транспортери за превожење материјала и за санитетске потребе;
  - дозери, ровокопачи, тенкови амфибије, тенкови носачи лансирног моста и друга возила намењена за утврђивање, запречавање, превожење других возила и људства преко водених препрека;
  - трактори и оклопна возила за извлачење намењена за вучу артиљеријских оруђа, приколица и извлачење возила, тенкови дизалице и сл.

Тенденција је да се код савремених армија што више формацијских састава копнене војске стави на гусенична возила услед њихове широке употребљивости у свим видовима и условима оружане борбе.
Први гусеничар - трактор употребљен је у армији САД 1902. године.
- Точкаши су моторна возила која се крећу на точковима. Имају једну, две или више осовина, са два, четири или више точкова. Точкови су, обично, челични са гуменим пнеуматицима. Точкаши могу бити борбена и неборбена моторна возила као што су разне врсте аутомобила, оклопних аутомобила, камиона, транспортера, џипови и др.

## Варијанте

### Тенк
Тенк је оклопно борбено возило за све терене дизајнирано првенствено са сврхом да се директно боре са непријатељским снагама у фронталној јуришној улози. Иако је неколико конфигурација испитивано, посебно у раним експериментални данима развоја тенка, од тада је прихваћен опште прихваћен образац. Он укључује главни топ који се монтира на ротирајућу куполу постављену на врх тенка, уз додатно секундарне оружје. Тенк је по својој природи, чисто офанзивно оружје. Са оклопом и барем једним топом, тенк је у суштини бункер или мала тврђава која може да се креће према противнику.
Историјски гледано, тенкови су подељени у 3 категорије: лаке (мали, танко оклопљени, са слабим оружјем, али врло покретљиви тенкови намењени за извиђање), средње тенкове (средње величине, одговарајући оклоп, осредње оружје, прилично покретни тенкови пројектовани да пруже оптимални баланс карактеристика тенкова намењене за осигурати оптималну равнотежу карактеристика за маневар борбу, првенствено против других тенкова), и тешке тенкове (велики, са дебелим оклопом и снажним топом, али слабо покретни тенкови намењени за пробој кроз утврђене линија и као подршка пешадији). Остале класе (као што је коњички тенк и крстарећи тенк) су користиле различите земље да опишу сличне намене тенкова.
Модерни главни борбени тенк користи напредак у моторској, топовској и оклопној технологији да комбинује најбоље особине сва три историјска типа у један тип тенка. Одликује се високим степеном ватрене моћи, покретљивости и оклопне заштите у односу на остала возила из своје ере. Може прећи релативно тежак терену при великој брзини, али захтева много горива и одржавања, што га чини логистички захтевним. Главни борбени тенк има највећи оклоп од било ког возила на бојишту и носи моћно оружје које може бити коришћено у нападу на различите циљеве на земљиу могућности суделовати широк разноликост од тла циљева. То је међу највише свестран и застрашујући оружје на бојишту, цењена због своје шока акцију против других војника и високе преживљавања. Међутим, главни борбени тенк може бити уништен противтенковским оружјем, дизајнираним за уништавање тенкова.

#### Јуришни топ
Јуришни топ је топ или хаубица постављена на моторно возило или оклопну шасију, дизајнирана за употребу у директној артиљеријској потпори пешадији или нападу на другу пешадију или утврђене позиције. За разлику од класичних тенкова, јуришни топ нема ротирајућу куполу, па се нишањење врши усмеравањем целог возила ка мети и ограниченим померањем цеви топа.

#### Ловац тенкова
Ловац тенкова или самоходни противтенковски топ је врста борбеног оклопног возила. Примарни задатак му је уништавање тенкова и других оклопих возила. Већина ловца тенкова изгледа као тенк, само са слабијим оклопом и мањом тежином, што им даје већу покретљивост и веће брзине. Главно наоружање ловца тенкова је топ или лансер ракета, које су обично навођене и способне уништити све врсте оклопних возила.
Ловци тенкова могу се покретати на гусеницама или точковима. Као наоружање могу користити топ (са куполом или без ње), ракетне лансере или обоје (и топ и лансер). Како би се повећала ефикасност топа, употребљавају се вођене ракете које циљ нападају одозго, што је врло делотворно код тенкова због тањег оклопа на крову куполе.
Ловци тенкова су се прво пут појавили у Другом светском рату. Први ловци тенкова су били израђивани на шасијама застарелих типова тенкова. Од Другог светског рата, главни борбени тенкови су истиснули из употребе ловце тенкова и неке друге типове оклопних возила, мада су лако оклопљени носачи противтенковских вођених ракета остали у употреби као допуна за противтенковску борбу на великој раздаљини. Међутим, промена начина ратовања у последњих 20 година је довела до поновног појављивања противтенковских оруђа наоружаних топовима, названи заштићени топовски системи, који су по свим својим карактеристикама ловци тенкова, осим по свом имену.

### Оклопна кола
Војске борна кола је оклопно возило на точковима, лакши од друга оклопна борбена возила, у првом реду бити оклопна и / или оружаних за самоодбрану од станара. Остали мулти-који има осовину точкова војна возила може бити прилично велик, а заправо бити надређен неки мањи прате возила у погледу оклопа и наоружања. Они обично немају у прилогу оружја. Оклопно аутомобила често се користи у војним маршевима и процесије, или за пратњу од важнијих особа.